# Syllepte albopunctum
Syllepte albopunctum là một loài bướm đêm trong họ Crambidae.